# گمینا وولبروم
گمینا وولبروم (به لهستانی:  Gmina Wolbrom) یک گمینا در لهستان است که در شهرستان اولکوش واقع شده‌است. گمینا وولبروم ۱۵۰٫۸۲ کیلومتر مربع مساحت و ۲۳٬۴۵۴ نفر جمعیت دارد.